# Vidocq (stripreeks)
Vidocq is een Nederlandse stripreeks van tekenaar en scenarist Hans G. Kresse. De strip is gebaseerd op het leven van de historische persoon Eugène François Vidocq (1775-1857), een crimineel die later hoofd werd van de Franse veiligheidsdienst en het eerst bekende private detectivebureau opende. 

## Publicatie
De reeks werd vanaf 1965 t/m 1970 gepubliceerd in het weekblad Pep. In 1970 verscheen een album, dat alleen beschikbaar was voor Pep-lezers en werd uitgegeven door De Geïllustreerde Pers. In respectievelijk 1977 en 1980 verschenen bij uitgeverij Oberon de albums "De avonturen van Vidocq" en "De ratten van Parijs en andere verhalen". In 1986 en 1987 werden nog vijf verhalen in het weekblad Eppo Wordt Vervolgd geplaatst. Stripwinkel Sjors uit Dordrecht bracht in 1990 nog een Vidocq album uit met daarin de laatste drie korte verhalen. In 1995 verscheen bij Uitgeverij Boumaar een stripalbum met de eerste dertien korte verhalen in kleur en een drie pagina tellend geïllustreerd voorwoord door Rob van Eijck.

### Verhalen
Kresse maakte 34 korte verhalen van Vidocq en drie vervolgverhalen.
| Nummer | Titel                                  |
| ------ | -------------------------------------- |
| K1     | De ontsnapping                         |
| K2     | Vidocq op vrije voeten                 |
| K3     | Zijn eerste arrestatie                 |
| K4     | Kerstbrood voor een bedelaar           |
| K5     | De aanslag                             |
| K6     | Vidocq en de afperser                  |
| K7     | De bevrijder                           |
| K8     | Het zwaard van de dief                 |
| K9     | De ontvoering                          |
| K10    | De geheime bergplaats                  |
| K11    | De arabier                             |
| K12    | Onschuldig veroordeeld                 |
| K13    | De moker                               |
| K14    | De ratten van Parijs                   |
| K15    | ’t Verdwenen kamermeisje               |
| K16    | De valse gravin                        |
| K17    | De wraak van de Kat                    |
| K18    | De Kat slaat toe                       |
| K19    | Het kerstkonijn                        |
| K20    | Het einde van de Kat                   |
| K21    | Vidocq en het collier                  |
| K22    | Kattenspel                             |
| K23    | Lady Melrose                           |
| K24    | Een fles rose                          |
| K25    | Vidocq en de koning van de onderwereld |
| K26    | De haat van de ‘doder’                 |
| K27    | Het monster der hebzucht               |
| K28    | De terreurbende                        |
| K29    | Corsicaanse Bibi                       |
| K30    | De schuldeiser                         |
| K31    | De zwarte dame                         |
| K32    | Tussen twee vuren                      |
| K33    | De dief                                |
| K34    | De gedoemden                           |
| V1     | De terreurbende                        |
| V2     | De koning van de onderwereld           |
| V3     | In het web der misdaad                 |